# Битва при Креси

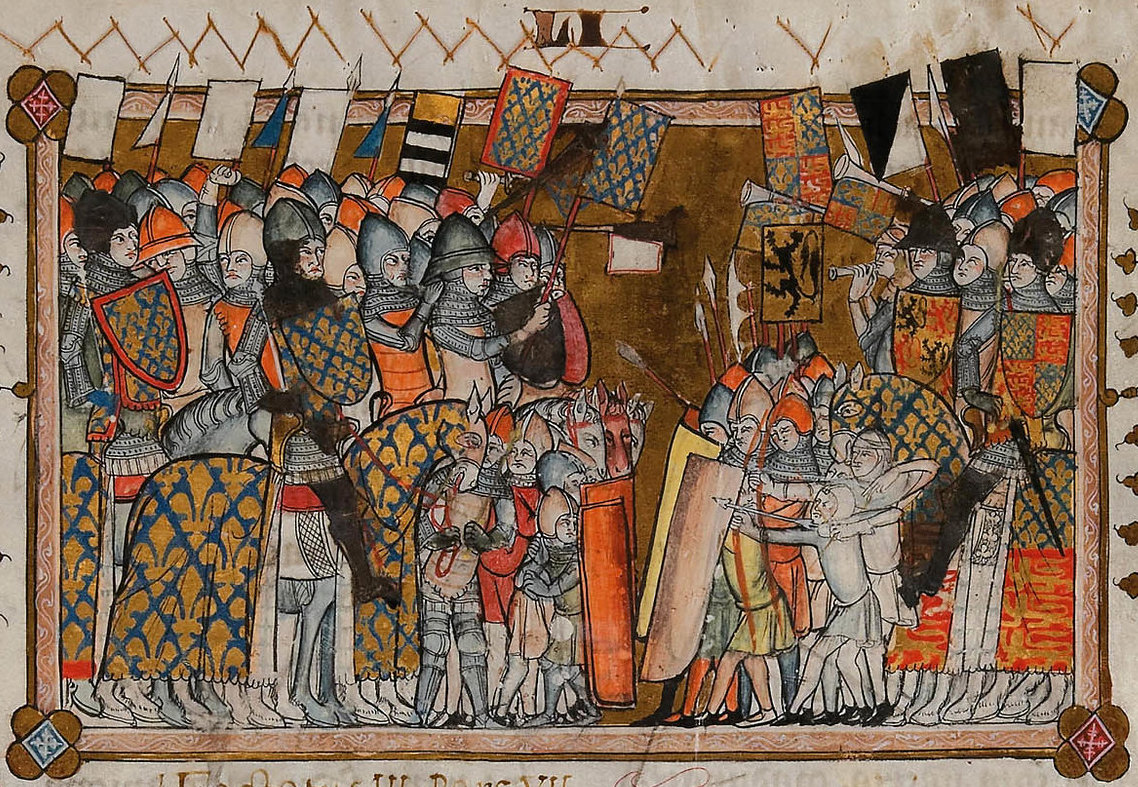
Битва при Креси. Миниатюра рукописи хроники Жиля Ле Мюизи из публичной библиотеки Куртре, сер. XIV в.

Би́тва при Креси́ (фр. Bataille de Crécy, англ. Battle of Crécy) — одно из важнейших сражений первого этапа Столетней войны, произошедшее 26 августа 1346 года около посёлка Креси в Северной Франции. Сочетание новых видов оружия и тактики, применённых англичанами в битве, привело многих историков к выводу о том, что битва при Креси стала началом конца рыцарства. Это была одна из самых знаменательных битв Столетней Войны.

## Предшествующие события
Через три года после начала Столетней войны состоялось её первое большое сражение — морской бой при Слёйсе, произошедший 24 июня 1340 года. В течение нескольких лет после этой битвы король Эдуард предпринимал попытки вторгнуться во Францию через Фландрию, но попытки эти провалились из-за финансовых трудностей и нестабильности заключаемых им альянсов. Шесть лет спустя Эдуард выбрал другой маршрут и атаковал Нормандию, одержав победы сначала в битве при Кане 26 июля, а затем и в битве при Бланштаке 24 августа 1346 года. План французов заманить англичан в ловушку между двумя реками, Сеной и Соммой, провалился, а обходной манёвр англичан привёл к битве при Креси, второй по значимости битве этой войны.
Англичане имели, по различным данным, от 8000 и до 20 000 воинов, в частности, хронист Жан Фруассар говорит о 9000 воинов, явно имея в виду лишь стоящих в «первой линии». Английский историк Моррис определяет силы Эдуарда в 4000 конных рыцарей и сервиентов и 10 000 лучников, британский писатель и журналист Мартин Дж. Догерти говорит о примерно 2000 кавалеристов, тысяче вооружённых древковым оружием пехотинцев и 5500 лучников.
Численность французских сил точно неизвестна. Французское войско не было в полном составе — один отряд вступил в бой с англичанами накануне, пытаясь помешать переправе их через реку, другой отряд (500 копий и 2000 лучников, по Фруассару) пришёл к месту битвы только на следующий день; значительное число войск находилось на юге Франции, в Гиени, где вело войну против англичан и местных гасконских вассалов Эдуарда.

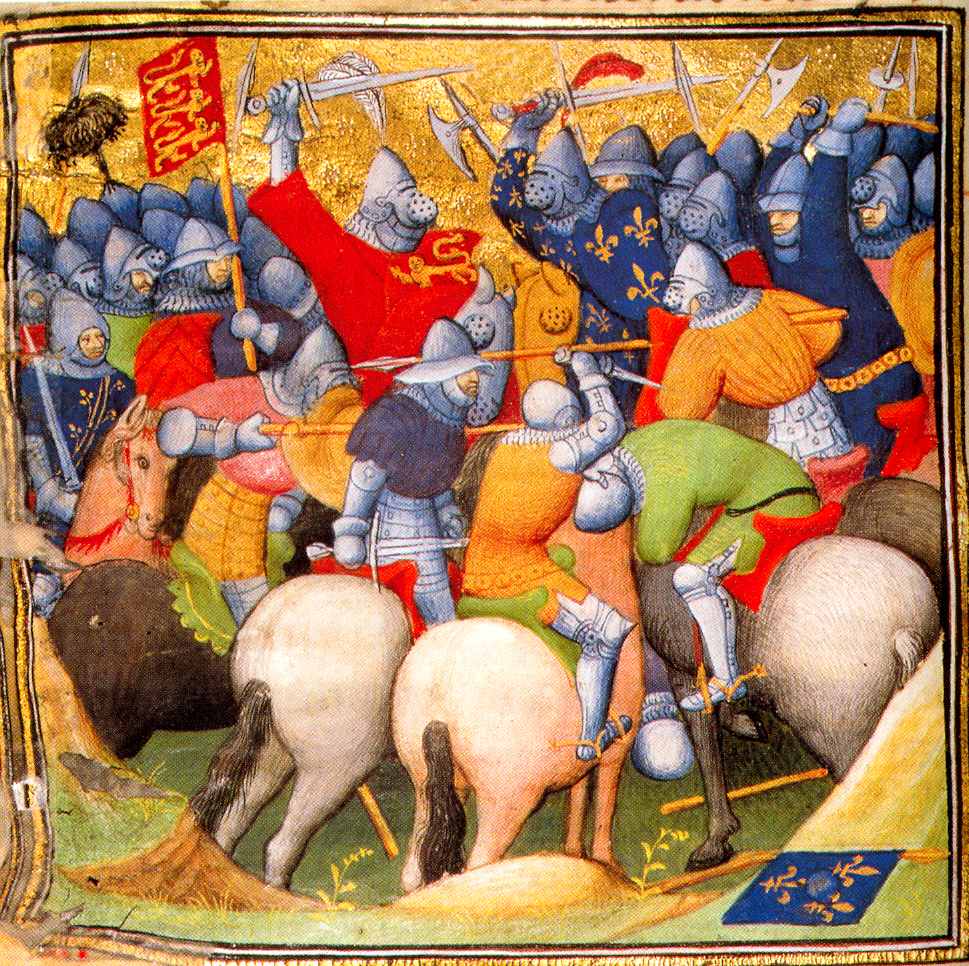
Битва при Креси. Миниатюра из «Больших французских хроник», начало XV в.

Фруассар говорит о 20 000 конных латников и 60 000 пехотинцев у французов, не считая 20 тысяч генуэзских арбалетчиков, но это заведомо нереальная цифра для феодальной армии, которая в течение 1 дня смогла совершить переход по одной дороге в 28 км, вступить в битву, потерпеть поражение и отступить с места сражения, исходя из этого можно говорить о максимуме в 25 000 воинов, из которых реально участвовали в бою 10-15 тысяч (арбалетчики и конные), отставшие части и пехота в бой так и не вступили.
Британский военный историк Альфред Бёрн (ум. 1959), полемизируя с известным французским медиевистом Фердинандом Лотом, который в своём труде «Военное дело и армии Средневековья» (1946) утверждал, что король Филипп VI не успел собрать свою армию и располагал лишь «силами наспех собранного ополчения», считал, что в реальности французы обладали заметным численным преимуществом, выставив свыше 12 000 чел. против «менее чем 9 000» англичан.
Флорентийский хронист Джованни Виллани, рассказывая в своей «Новой хронике» о сражении, утверждает, что в составе войска французского короля «находилось шесть тысяч генуэзских арбалетчиков и других итальянцев, ими командовали мессер Карло Гримальди и Оттоне Дориа».
В отличие от английской армии, имевшей опыт англо-валлийских и англо-шотландских войн, французское войско того времени представляло собой неорганизованное феодальное ополчение, в котором пехота набиралась, как правило, из недисциплинированных простолюдинов, не располагавших хорошим вооружением и не прошедших должную подготовку.

## Диспозиция английской армии
Со времени высадки в Нормандии 12 июля 1346 года англичане потеряли около 10 процентов солдат. Ко времени сражения их оставалось 12—13 тысяч. Эдуард III расположил свои силы фронтом в 1829 метров (2000 ярдов), на хребте холма, окружённого с флангов естественными препятствиями: слева самой деревней Креси, справа — рекой Мэ и деревней Вадикур.
Вероятно, войска располагались не сплошной линией, а отдельными отрядами. Впереди холма находились три насыпи, которые и явились основным препятствием для французских всадников. Сам король со свитой расположились в мельнице на небольшом холме, который закрывал армию с тыла и с которого он мог контролировать ход всего сражения.
В такой сильной оборонительной позиции Эдуард отдал коннице приказ принять сражение спешившись. Он разделил армию на три крупных части. На правом фланге в соответствии с традицией располагался авангард армии под номинальным командованием шестнадцатилетнего сына Эдуарда III Чёрного Принца (фактически правым флангом командовал граф Уорик). Арьергард на левом фланге возглавил граф Нортхемптон. Войсками в центре руководил сам король. Английские лучники расположились в виде клиньев, полых или заполненных, впереди позиции рыцарей и латников вдоль гребня холма.

## Ход сражения
Французская армия, ведомая самим Филиппом VI, была сильно дезорганизована по причине излишней уверенности французских рыцарей в исходе сражения. Филипп разделил свои силы на три «баталии», поместив в их авангарде шеститысячный отряд генуэзских наёмников с арбалетами под командованием адмиралов Антонио Дориа и Карло Гримальди, расположив за ней вторую «баталию» во главе с графом Карлом Алансонским, состоявшую как из тяжеловооружённых всадников, так и пеших ополченцев, а третью баталию под командованием Годемара дю Фэ отвёл в тыл.
Французы начали сражение около 16 часов вечера, невзирая на то, что король Филипп предлагал начать наступление с утра. Первыми в атаку пошли арбалетчики, устроившие ливень стрел, чтобы дезорганизовать и навести ужас на английскую пехоту. Этот первый манёвр сопровождался воинственными криками и звуками музыкальных инструментов, привезённых Филиппом VI, чтобы напугать врага. Но атака арбалетчиков оказалась совершенно бесполезной. Имея скорострельность от 3 до 5 стрел в минуту, они не шли ни в какое сравнение с английскими лучниками, которые за то же время могли произвести 10—12 выстрелов. Более того, некоторые историки считают, что арбалеты пострадали от дождя, прошедшего перед битвой, в то время как простой лучник мог легко отвязать тетиву своего лука на время ненастья. Арбалетчики не имели при себе даже павез (щитов, обычно использовавшихся в качестве защиты во время длительной перезарядки), которые остались в отставшем обозе. Существуют непроверенные данные, что и основной запас своих стрел арбалетчики оставили там же, хотя вышеназванный Бёрн считает подобные оправдания надуманными, указывая настоящей причиной упадок боевого духа, вызванного недавним поражением при Бланштаке.

Схема битвы при Креси

Жан Фруассар дал следующее описание начала сражения в своих «Хрониках»:

«Англичане, разделённые на три рати, совершенно спокойно сидели на земле, но лишь только увидели приближающихся французов — сразу поднялись на ноги и очень собранно, без малейшего страха построились к бою… Тогда арбалетчикам дали дорогу, но некоторые из них показали, что вовсе не горят желанием идти в бой, поскольку они уже совсем устали, пройдя шесть лье пешком от самого Абвиля и неся на себе свои арбалеты… Эти речи были переданы графу Алансонскому, который из-за них жестоко разгневался и сказал тем, кто находился рядом: „Поглядите! Приходится обременять себя таким сбродом! Они хороши только за столом! Убить их всех! От них больше помех, чем пользы!“… Когда все генуэзцы собрались вместе и уже должны были наступать на англичан, они дружно, многими голосами начали вопить, чтобы напугать англичан… Они продвинулись ещё дальше, натянули тетивы своих арбалетов и начали стрелять. Когда английские лучники увидели, что происходит, то сделали один шаг вперёд и выпустили свои стрелы, которые стали падать и сыпаться на генуэзцев столь густо, что это напоминало снег…»
Английские лучники, таким образом, ответили противнику только тогда, когда до него оставалось примерно 150 ярдов, чтобы стрелять наверняка, и напуганным и сбитым с толку генуэзским арбалетчикам пришлось с тяжёлыми потерями отойти. Примерно в это же время французская конница решила, что пришло её время, и поскакала в атаку прямо через отступающих генуэзцев, безжалостно растоптав многих из них. Продолжая стрелять по наступающей коннице, англичане вывели из строя множество французских рыцарей.
Фруассар пишет, что англичане, «чтобы напугать генуэзцев, разрядили несколько пушек, которые были в их войске», далее не упоминая об орудиях, так как для повторного выстрела подобной примитивной артиллерии требовалось долгое время. В «Больших французских хрониках» и в продолжении хроники Гийома де Нанжи уточняется, что таких артиллерийских орудий в распоряжении англичан было всего лишь три, а сам Фруассар в сокращённом варианте своей хроники говорит о «двух бомбардах».
В то же время, флорентийский историк Джованни Виллани утверждает, что пушки нанесли опустошительный урон на поле боя, указывая при этом, что они продолжали стрелять и далее по ходу сражения, в том числе по французской коннице:

«В дело вступили также бомбарды, сотрясавшие воздух и землю с таким шумом, что, казалось, разгневался бог-громовержец. Они наносили большой урон людям и опрокидывали лошадей… Сзади напирал отряд герцога Алансонского, который прижимал генуэзцев к повозкам, и те не могли ни остановиться, ни стрелять, находясь под огнём из луков и бомбард, так что потеряли множество убитых и раненых… Всадники всё время натыкались на трупы генуэзцев из первого полка, которыми было покрыто всё поле, а также на упавших и мёртвых лошадей, израненных стрелами и выстрелами из бомбард…»

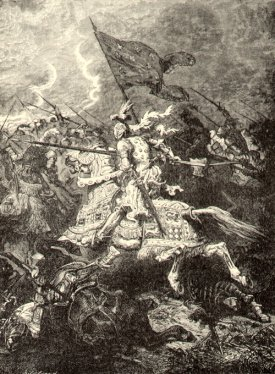
Битва при Креси (гравюра XIX века)

Увидев неудачу арбалетчиков, французская кавалерия выстроилась рядами и тоже пошла в наступление. Однако подъём на холм и искусственные препятствия нарушили стройность кавалерийских рядов, а стрельба из длинных луков не прекращалась ни на минуту. Французам не удалось нарушить боевой строй англичан даже после 17 атак и ужасающих потерь. Отряд Чёрного принца, сына Эдуарда III, также отражал нападения, но Эдуард отказался направить подмогу, заявив, что сын должен сам заслужить звание рыцаря. Впоследствии принц действительно приобрёл себе славу выдающегося воина.
С наступлением ночи раненый Филипп VI отдал приказ об отходе. Так Франция потерпела сокрушительное поражение.
Вопрос о том, как английским лучникам удалось в течение нескольких часов поддерживать «ливень стрел», остаётся дискуссионным. Даже имея два колчана, лучник располагал запасом максимум в 60 стрел, то есть мог их выпустить буквально за 10—15 минут стрельбы. Подбирать выпущенные стрелы после отражения очередной атаки французов, как допускает Бёрн, могла лишь часть стрелков из первых шеренг, но и это было слишком рискованно: внизу, вне холма, полевых укреплений и строя латников, да ещё и разрозненные, лучники стали бы лёгкой добычей для французских рыцарей и конных сервиентов. Следовательно, у англичан был большой запас стрел в обозе, и была организована оперативная доставка «боеприпасов» стрелкам. Кроме того, французы наступали не прямо на английский фронт, а отдельными частями, разворачиваясь прямо с марша с боковой дороги, в результате каждый французский отряд оказывался под ливнем стрел не только с фронта, но и с флангов.

## Потери сторон в битве

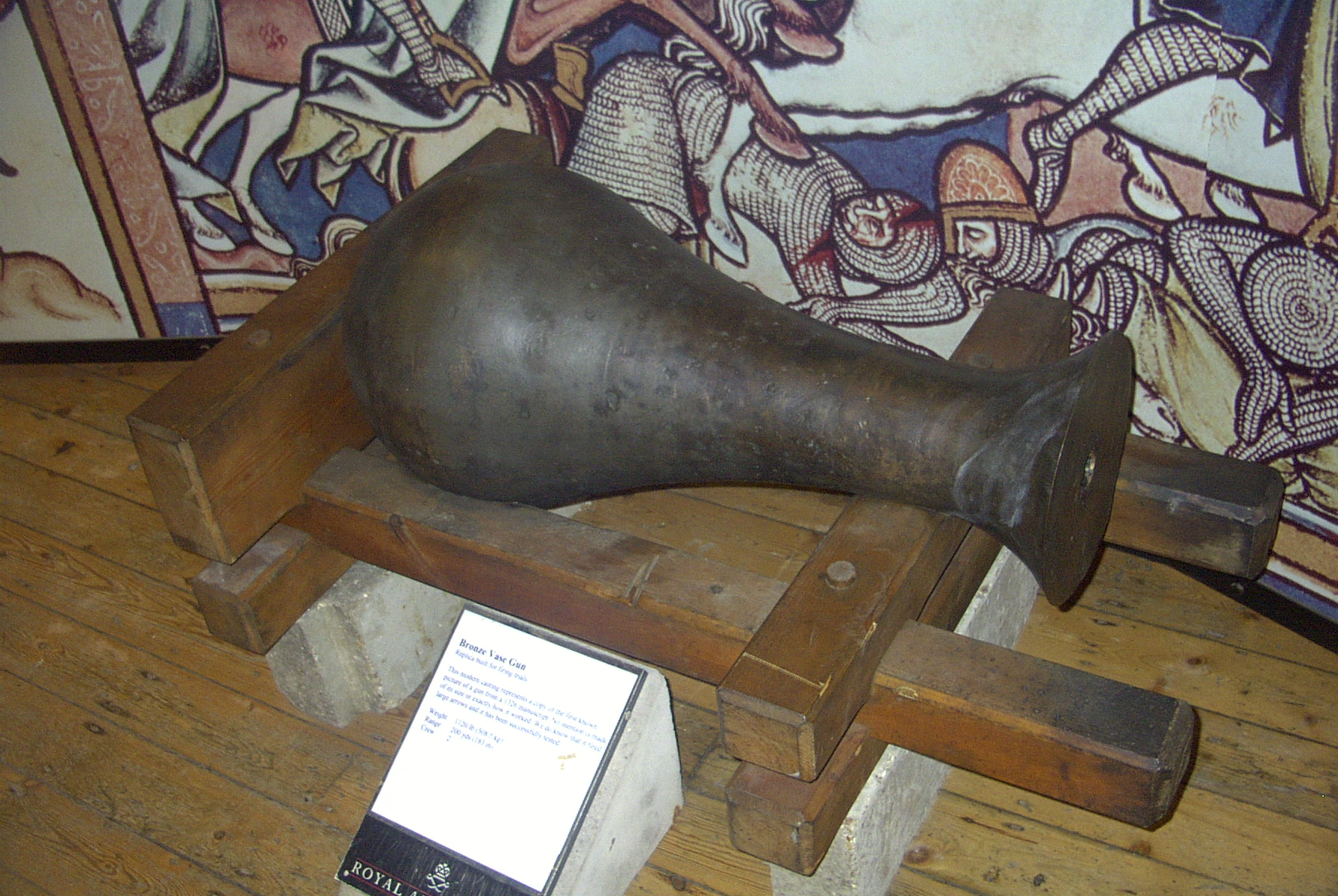
Реконструкция кувшинообразной рибальды (заряжалась стрелами)

Потери в битве были весьма значительны:
- Французские и генуэзские потери оценивались от 10 до 20 тысяч человек[7]; наиболее вероятной цифрой представляется 15 тысяч убитыми и ранеными, в том числе 11 принцев и 1542 всадника, включая рыцарей, сервиентов и оруженосцев[21][22].
- Англичане, по их собственным данным, потеряли от 150 до 250 человек убитыми, что, вероятно, является весьма заниженной цифрой. В любом случае, реальные их потери вряд ли превышали тысячу человек[7].

Среди убитых с французской стороны оказались такие высокородные дворяне, как:
- Карл II, граф Алансона, брат Филиппа VI (родился в 1297 г.)
- Иоанн I Слепой, король Богемии и граф Люксембурга (родился в 1296 г.), который был слепым и вступил в бой с поводьями, привязанными к поводьям двух других рыцарей.
- Людовик I Неверский, граф Фландрии (родился в 1304 г.)
- Луи I де Шатильон, граф де Блуа, племянник Филиппа VI
- Рауль (Рудольф) Храбрый, герцог Лотарингии (родился в 1320 г.), муж сестры предыдущего
- Анри IV, граф де Водемон
- Ангеран VI, барон де Куси
- Жан IV, граф д’Аркур
- Жан II, граф Осер
- Йиндржих II из Рожмберка
- Людовик II, граф де Сансер
- Жан V, граф де Руси
- Симон I, граф Сальм
- Антонио Дориа, адмирал Франции

## Последствия битвы

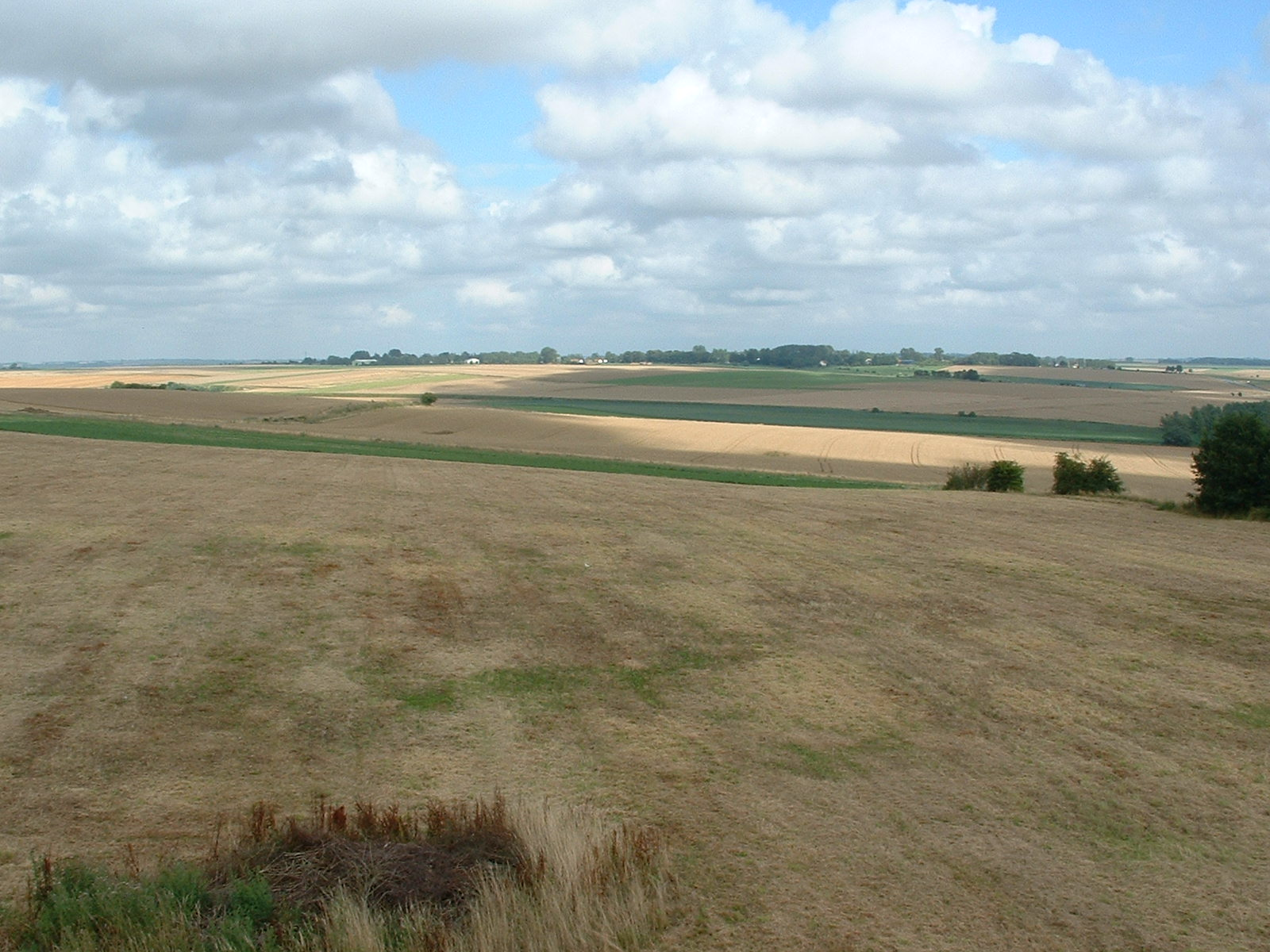
Гребень холма между Креси и Водикуром и стал местом сражения

После того как французы оставили поле боя, англичане обошли его в поисках раненых, которых им хотелось пленить с целью получения выкупа. Рыцари, чьи раны были слишком серьёзными, чтобы их можно было легко унести, были лишены жизни с помощью специальных кинжалов, называемых misericord (что переводится как «сострадание»). Эти длинные кинжалы втыкались или через незащищённые подмышечные области прямо в сердце, или через смотровые щели забрал в мозг, что противоречило рыцарскому кодексу ведения войны, ведь рыцарей добивали простые крестьяне. Противоречило этому кодексу и то, что в битве рыцари погибали от «анонимных» стрел.
Битва при Креси утвердила временное военное превосходство валлийского длинного лука над французской комбинацией арбалета и тяжеловооруженного рыцаря — по причине намного большей скорострельности и большего радиуса действия лука в руках умелого лучника-йомена по сравнению с арбалетом того времени. Именно благодаря этому превосходству, по мнению некоторых историков, битва при Креси весьма надолго предопределила тактику ведения войны англичанами (до битвы при Креси англичане успешно применили такую тактику в войнах с Уэльсом и Шотландией, но на континенте об этих войнах знали очень мало).
Тем не менее, ни одна из европейских стран не переняла английскую систему. Французы потерпели поражение в битве при Азенкуре (1415) в сходных условиях, за 70 лет даже не попытавшись перенять английскую тактику. В XV веке, несмотря на громкие победы англичан, арбалет остался основным стрелковым оружием в европейских континентальных армиях. Это свидетельствовало не столько о качественном превосходстве длинного лука над другими видами оружия, сколько о тактическом умении английских полководцев в его применении и о феодальной анархии во Франции.
Сразу после этого сражения Эдуард III осадил город Кале, который сдался ему спустя 11 месяцев, став базой англичан в Северной Франции. Следующим важным сражением Столетней Войны стала битва при Пуатье (1356 год), которая обернулась очередным поражением Франции, понесённым в очень похожих условиях.
Именно в этот период истории стрелы длинного лука могли пронзать доспехи рыцаря (особенно те их части, которые не были покрыты металлическими пластинами), но, конечно же, не все стрелы, выпущенные английскими лучниками, находили цели, точно так же как не все стрелы, нашедшие цель, пробивали броню надвигающихся французских рыцарей — большую роль здесь играл угол попадания. При этом стрелы довольно хорошо выбивали из-под рыцарей лошадей, и даже непроникающих видов оружия было достаточно, чтобы серьёзно задеть, ранить или сбить с ног пешего рыцаря, пытающегося достичь английских позиций. Фруассар утверждал, что заградительный огонь стрел был таким плотным и частым, что заслонял солнце. Даже делая скидку на определённые поэтические преувеличения, можно с уверенностью утверждать, что не каждой стреле долго приходилось искать себе цель. К тому времени, как пережившие ливень стрел достигали английских позиций, они сравнительно легко поражались оборонительными порядками спешившихся тяжеловооружённых англичан. Общий эффект в любом случае был опустошающим.
По окончании битвы и возвращении валлийских лучников домой в родной Ллантрисант в Южном Уэльсе каждому был выделен акр земли «за храбрость». Каждый также получил титул «фримена» (в пер. с англ. — свободный человек) и был освобождён от уплаты налогов с разведения скота. Даже годы спустя любой, кто был в состоянии доказать своё происхождение от фримена, мог стать фрименом.

## Значение
В битве при Креси весьма небольшая армия англичан (по разным данным, от 8 до 12 тыс. человек) под командованием Эдуарда III одержала победу над значительно превосходящими силами Филиппа VI (от 30 до 40 тыс.) благодаря более совершенным видам вооружения и тактике, продемонстрировав важность новой для того времени военной концепции «огневой мощи». Эффективность массового использования длинных луков против тяжеловооружённых рыцарей была доказана англичанами вопреки распространённому в ту эпоху мнению о том, что лучники оказываются малоэффективными против воинов в тяжёлых доспехах и легко уничтожаются в ближнем бою.
В этой битве французские рыцари, надёжно защищённые бацинетами, горшковыми шлемами и кольчугами, усиленными дополнительными латными пластинами, истощённые необходимостью пробираться через грязевое болото и далее вверх по холму, чтобы вступить в бой, были скошены ливнем валлийских стрел. Результатом таких действий стала гибель значительной части французского дворянства (не менее трети, хотя разные источники содержат весьма разнящиеся цифры по каждой из сторон).
Рыцарские кольчуги к тому времени ещё не были усовершенствованы настолько, чтобы эффективно противостоять стрелам, выпущенным из длинных луков, а лошади рыцарей и вовсе были едва защищены. Множество лошадей было убито и выведено из строя, вынудив рыцарей с большим трудом двигаться по грязи пешком под градом стрел.
Битва при Креси, по мнению многих историков, стала началом конца рыцарства. Во-первых, в ходе битвы были убиты многие пленные и раненые, что противоречило рыцарскому кодексу ведения войны. Во-вторых, конные рыцари перестали считаться «неуязвимыми» перед лицом пехоты.
Ещё одной особенностью этой битвы стало то, что в ней впервые в Европе были успешно применены артиллерийские орудия. До этого, в 1320—1330-х годах, они использовались эпизодически лишь несколькими государствами.
В отчётах Личного Гардероба Короля (учреждение, входившее в Департамент Королевской Палаты Англии), составленных при подготовке к битве между 1345 и 1346 годами, упомянуты так называемые «рибальды» (англ. ribaldis) — маленькие кувшинообразные пушки, отливавшиеся из меди. В ходе сражения рибальды впервые доказали свою эффективность как против генуэзских арбалетчиков, так и против конницы. В том же году подобные орудия также применялись при осаде Кале, однако лишь в 1380-х годах они были впервые оборудованы колёсами.
По мнению некоторых историков, подобные рибальды стреляли большими стрелами типа арбалетных, или простейшей картечью, однако Альфред Бёрн, упоминая о находках на месте сражения в первой половине XIX века пяти железных и каменных ядер калибром от 79 до 92 мм, а также французский историк Жан Фавье, опирающийся на сведения Виллани, определённо говорят о бомбардах, стрелявших ядрами.
Политические последствия битвы были особенно значимыми для Эдуарда III, который прибегал к всё более непопулярным мерам для финансирования своей экспедиции в Нормандию и обеспечения её непрерывного снабжения. Широкое применение реквизиций для нужд королевского двора и даже аресты кораблей с целью их использования для транспортировки армейских частей порождали множество потенциальных источников недовольства королём в его собственном королевстве. В такой же степени дерзкое и беспрецедентное расширение воинской повинности до масштабов, которые обычно требовались лишь для обороны побережья, в сочетании со службой за пределами своей страны были крайне непопулярными среди многих его подданных. Однако первый же последовавший созыв английского парламента (11—20 сентября 1346 года) показал, что успехи кампании значительно приглушили голоса протестующих.

## В культуре
- Битва при Креси упоминается в романе Кена Фоллета «Мир без конца», причём описывается битва глазами английского рыцаря и сторонних наблюдателей.
- Битва при Креси подробно описывается в романе Бернарда Корнуэлла «Арлекин».
- Битва при Креси описана в трилогии Жан-Франсуа Намьяса «Дитя всех святых».
- Битва при Креси и её исход упоминаются в книге «Лилия и лев» — шестой части серии исторических романов Мориса Дрюона «Проклятые короли».
- Битва при Креси описана в графическом романе Уоррена Эллиса «Креси».
- Битва при Креси описана в романе Александра Дюма «Эдуард III».
- Битва при Креси описана в романе Генри Райдера Хаггарда «Алая Ева».
- Битва при Креси описана в романе Лиона Фейхтвангера «Безобразная герцогиня Маргарита Маульташ».